# Bradua
Bradua ist ein römisches Cognomen unklarer Bedeutung aus Ligurien, welches vor allem als Familienname bei den gentes Atilia und Valeria verwendet wurde und ansonsten wenig Verbreitung fand.

## Namensträger
- Appius Annius Atilius Bradua, römischer Konsul 160
- Lucius Iulius Bradua, römischer Ädil, wahrscheinlich 3. Jahrhundert
- Marcus Atilius Metilius Bradua (Konsul) (fälschlich auch Marcus Appius Bradua), römischer Konsul 108
- Marcus Atilius Metilius Bradua (Statthalter) (auch Marcus Atilius Metilius Bradua Cauci[dius Tertullus ...]blicus [...]llius Pollio Gavidius Latiaris Atrius Bassus), römischer Suffektkonsul um 133
- Marcus Atilius Postumus Bradua, römischer Suffektkonsul 80
- Marcus Valerius Bradua Claudianus, römischer Suffektkonsul im 2. Jahrhundert
- Marcus Valerius Bradua Mauricus, römischer Konsul 191
- Tiberius Claudius Bradua Atticus, römischer Konsul 185